# Coprofagia

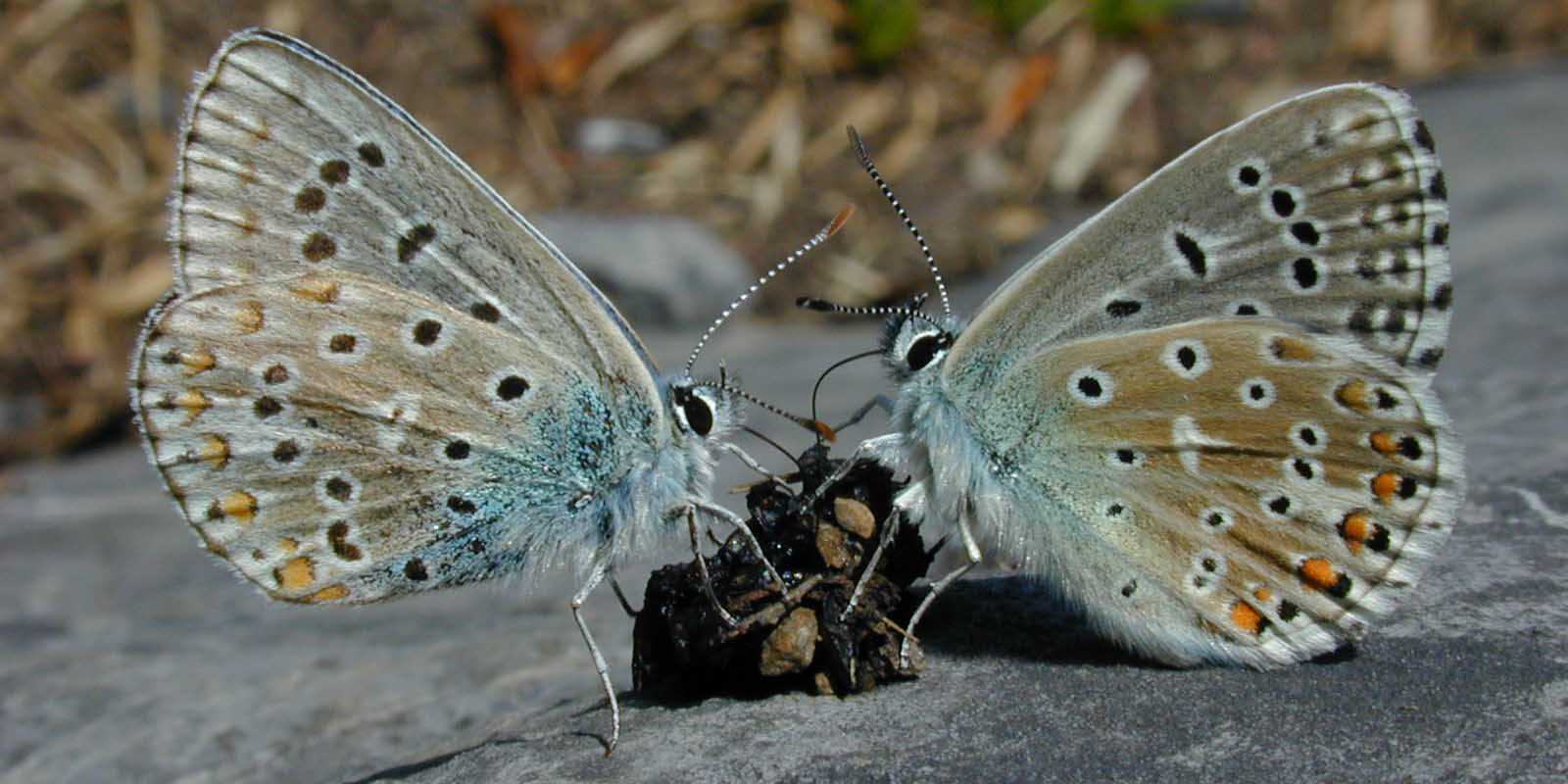
Due farfalle argo celeste si nutrono di un mucchietto di feci posato su una pietra

La coprofagia (dal greco κόπρος, kopros, 'feci'; e φάγω, phago, '[io] mangio') è un comportamento animale che consiste nell'ingoiare escrementi propri o altrui.
Molte specie animali si sono evolute per praticare la coprofagia, pratica dalla quale assumono sostanze preziose per la propria sopravvivenza; altre specie non consumano normalmente feci ma possono farlo in condizioni inusuali.
Abbastanza diffusa nel regno animale, è considerata in ambito umano come una grave degenerazione psicotica della coprofilia, che in un esiguo numero di pazienti è associabile a disturbi di schizofrenia, mentre in altri a gravi disordini della personalità.

## Coprofagia negli insetti
Gli insetti coprofagi ingeriscono e digeriscono gli escrementi di grandi animali; questi contengono sostanziali quantità di cibo semi-digerito (il sistema digerente erbivoro è particolarmente inefficiente). L'insetto che si nutre di feci più diffuso è la mosca.

## Coprofagia nei mammiferi
Anche i maiali mangiano a volte i propri escrementi, o quelli di altri animali.
I giovani elefanti, panda, koala e ippopotami mangiano le feci della madre per ottenere i batteri necessari alla digestione della vegetazione trovata nella savana e nella giungla. Alla nascita, il loro intestino è infatti sterile. Senza di essi, non sarebbero in grado di ricavare alcun nutrimento dalle piante.
Gli escrementi dell'ippopotamo nutrono i pesci fluviali che poi costituiscono la principale risorsa alimentare delle popolazioni locali. Per questo motivo, la caccia spietata di cui gli ippopotami sono stati vittime ha influito in maniera pesantemente negativa anche sulla fauna ittica e sull'aspettativa di vita delle comunità umane che vivono di pesca sul fiume.
I gorilla mangiano le proprie feci e quelle degli altri esemplari. Molti studiosi di etologia attribuiscono questo costume alla necessità di riassorbire i nutrienti lasciati indigesti nel passaggio dei vegetali nell'intestino. Per questo la coprofagia è stata ribattezzata "seconda digestione". L'ipotesi è contestata, in quanto se un sistema digerente lascia materia utile non digerita tra le feci, a maggior ragione sarà incapace di assimilare gli scarti durante il secondo passaggio. È perciò possibile che tali comportamenti siano originati da parafilie simili a quelle umane.
Il comportamento coprofago è abituale nel cane, il cui metabolismo provoca spesso carenze di sali minerali che necessitano di essere reintegrati rapidamente. Per questo il cane ingerisce escrementi propri o altrui. Anche le feci dei cavalli sono particolarmente appetibili per i cani.
I criceti mangiano i propri escrementi; si pensa che questa sia una risorsa di vitamina B e K, prodotta da batteri nell'intestino. Alcune scimmie sono state viste mangiare escrementi di cavallo e di elefante per ottenere sale, mentre la coprofagia è stata osservata anche nella talpa nuda.